# NGC 1243
NGC 1243 is een dubbelster in het sterrenbeeld Eridanus. Het hemelobject werd op 6 januari 1831 ontdekt door de Britse astronoom John Herschel.